# Ліпіни (Вишковський повіт)
Ліпіни (пол. Lipiny) — село в Польщі, у гміні Забродзе Вишковського повіту Мазовецького воєводства.
Населення — 243 особи (2011).
У 1975-1998 роках село належало до Остроленцького воєводства.

## Демографія
Демографічна структура станом на 31 березня 2011 року:
|          | Загалом | Допрацездатний вік | Працездатний вік | Постпрацездатний вік |
| -------- | ------- | ------------------ | ---------------- | -------------------- |
| Чоловіки | 114     | 25                 | 74               | 15                   |
| Жінки    | 129     | 29                 | 78               | 22                   |
| Разом    | 243     | 54                 | 152              | 37                   |